# Automatic (álbum)
Automatic es el segundo álbum de estudio de la banda británica de rock alternativo Don Broco. Fue lanzado en el Reino Unido el 7 de agosto de 2015 a través de Sony Music Entertainment. El álbum fue incluido en el número 13 de la lista de los 50 mejores lanzamientos de Rock Sound de 2015. 
El 11 de noviembre de 2016, Automatic fue relanzado en los Estados Unidos y Canadá a través del sello estadounidense SharpTone Records.

## Lista de canciones
| N.º | Título              | Duración |  |
| 1.  | «Superlove»         | 3:27     |  |
| 2.  | «Automatic»         | 3:49     |  |
| 3.  | «What You Do to Me» | 3:12     |  |
| 4.  | «Fire»              | 3:32     |  |
| 5.  | «Nerve»             | 3:31     |  |
| 6.  | «Let You Get Away»  | 3:42     |  |
| 7.  | «I Got Sick»        | 2:47     |  |
| 8.  | «Keep on Pushing»   | 3:19     |  |
| 9.  | «Tough on You»      | 3:39     |  |
| 10. | «Further»           | 4:26     |  |

| Edición de lujo |                          |          |  |
| N.º             | Título                   | Duración |  |
| 11.             | «Money Power Fame»       | 3:22     |  |
| 12.             | «Bad Feeling»            | 3:27     |  |
| 13.             | «Wrong Place Wrong Time» | 3:05     |  |
| 14.             | «You Wanna Know»         | 3:21     |  |

| Relanzamiento en Canadá y Estados Unidos |                                 |          |  |
| N.º                                      | Título                          | Duración |  |
| 1.                                       | «You Wanna Know»                | 3:21     |  |
| 2.                                       | «Superlove»                     | 3:27     |  |
| 3.                                       | «Automatic»                     | 3:44     |  |
| 4.                                       | «Fire»                          | 3:32     |  |
| 5.                                       | «Nerve»                         | 3:31     |  |
| 6.                                       | «What You Do to Me»             | 3:12     |  |
| 7.                                       | «Money Power Fame»              | 3:22     |  |
| 8.                                       | «Keep on Pushing»               | 3:19     |  |
| 9.                                       | «Tough on You»                  | 3:39     |  |
| 10.                                      | «Let You Get Away»              | 3:42     |  |
| 11.                                      | «I Got Sick»                    | 2:47     |  |
| 12.                                      | «Wrong Place Wrong Time»        | 3:05     |  |
| 13.                                      | «Bad Feeling»                   | 3:27     |  |
| 14.                                      | «Further»                       | 4:26     |  |
| 15.                                      | «You Wanna Know» (Club Sex Mix) | 3:50     |  |

## Personal
Don Broco
- Rob Damiani - voz principal, sintetizadores
- Simon Delaney - guitarra, coros
- Tom Doyle - bajo, coros
- Matt Donnelly - batería, coros